# Mérgező növények listája

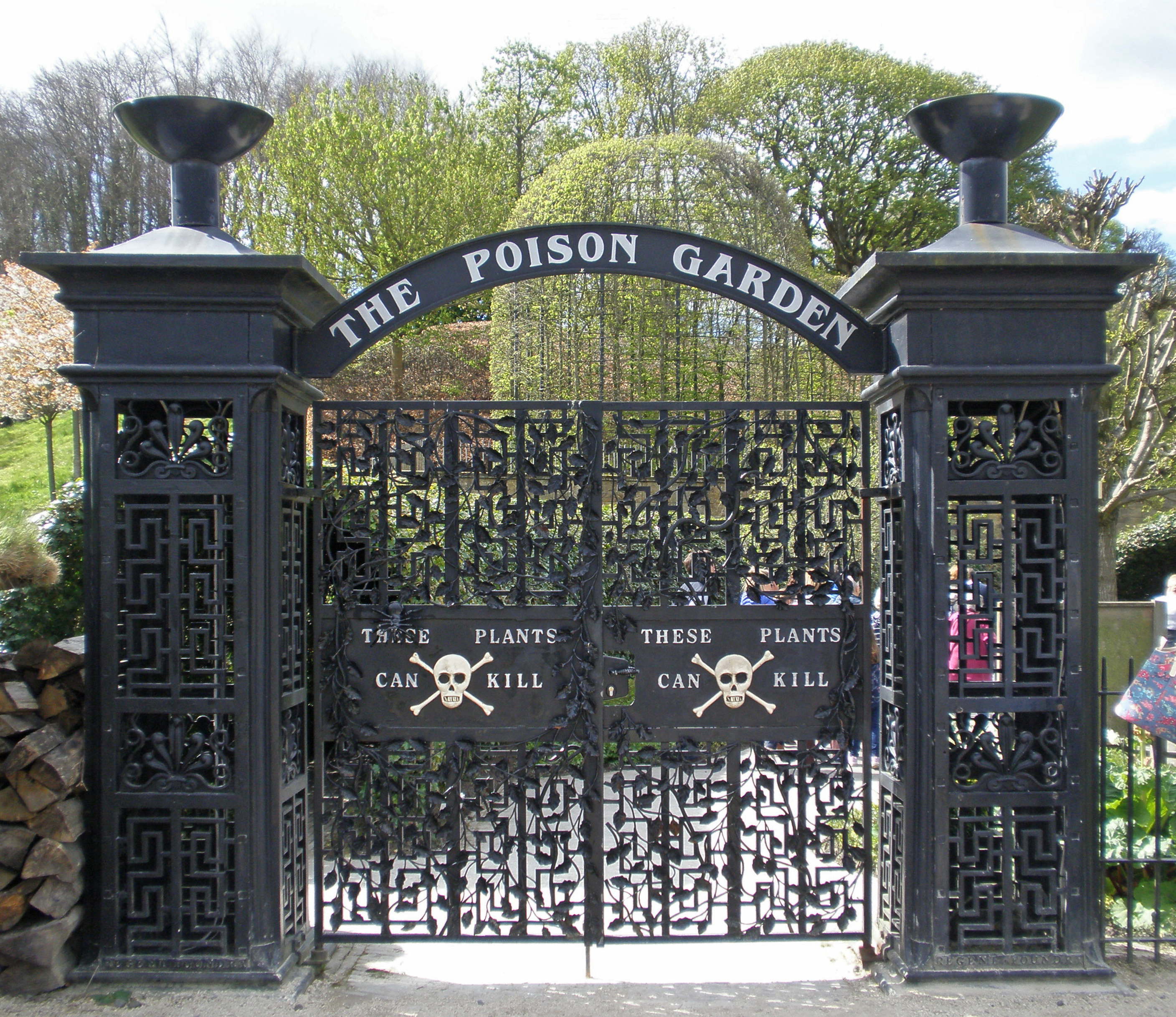
Az Alnwick Garden Anglia legnagyobb európai növénygyűjteménye, amelyben a mérgező növények kertje is helyet kapott

A mérgező növényeket igen nehéz definiálni annak következtében, hogy a mérgezőnek tekintett növények nagy részéből kivont hatóanyagok kis mennyiségben gyógyszerek alapanyagát képezik, fűszerként használatosak, nagyobb mennyiségben viszont súlyos vagy maradandó károsodást vagy halált okozhatnak az emberi és állati szervezetben. Az LD50 érték az egyik felosztás, amelyet mérgező anyagokra használnak. Eszerint 
- rendkívül mérgező az anyag, amelynek 1 mg/testtömeg kilogrammra számított értéke a kísérleti alanyok 50%-ának halálát okozza adott időn belül. Ez egy felnőtt ember esetében néhány csepp, néhány gramm anyagot jelent. További értékei:
- igen mérgező: 1–50 mg/kg anyag (késhegynyi);
- mérsékelten mérgező 50–500 mg/kg anyag (diónyi);
- enyhén mérgező 0,5–5 g/kg anyag (vizespohárnyi);
- viszonylag nem mérgező 5–15 g/kg anyag;
- gyakorlatilag ártalmatlan 15 g/kg anyag,

melyek egyszeri bevétel esetén értendők.

## Mérgező növények listája
| Megnevezés                | Tudományos név             | Veszélyesség      | Mérgező része                                        |
| ------------------------- | -------------------------- | ----------------- | ---------------------------------------------------- |
| Alkörmösfajok             | (Phytolacca spp.)          | Mérgező           | a növény minden része                                |
| Aranyesőfajok             | (Laburnum spp.)            | Halálosan mérgező | a növény minden része, különösen a termés            |
| Angyaltrombita            | (Brugmansia spp.)          | Halálosan mérgező | minden része                                         |
| Balkáni babérmeggy        | (Prunus laurocerasus)      | Gyengén mérgező   | a növény minden része                                |
| Bangitafajok              | (Viburnum spp.)            | Gyengén mérgező   | termés, levél, kéreg                                 |
| Barátcserje-fajok         | (Vitex spp.)               | Gyengén mérgező   | hajtás, levél                                        |
| Begóniafajok              | (Begonia spp.)             | Gyengén mérgező   | levél, hajtás                                        |
| Beléndek                  | (Hyoscyamus niger)         | Nagyon mérgező    | a növény minden része                                |
| Berkenyefajok             | (Sorbus spp.)              | Gyengén mérgező   | bogyó                                                |
| Bíboránizs                | (Illicium floridanum)      | Mérgező           | termése, levele                                      |
| Boglárkafajok             | (Ranunculus spp.)          | Mérgező           | a növény minden része                                |
| Bókoló aranyfa            | (Forsythia x intermedia)   | Mérgező           | mag                                                  |
| Borókafajok               | (Juniperus spp.)           |                   |                                                      |
| Közönséges boróka         | (Juniperus communis)       | Gyengén mérgező   | a növény minden része, főleg a hajtáscsúcsok, termés |
| Nehézszagú boróka         | (Juniperus sabina)         | Nagyon mérgező    | a növény minden része                                |
| Borostyánfajok            | (Hedera spp.)              | Mérgező           | bogyó, levél                                         |
| Borsófa                   | (Caragana arborescens)     | Mérgező           | levél, termés                                        |
| Boroszlánfajok            | (Daphne spp.)              | Halálosan mérgező | a növény minden része                                |
| Borsos varjúháj           | (Sedum acre)               | Gyengén mérgező   | a növény minden része                                |
| Cserszömörce              | (Cotinus coggygria)        | Gyengén mérgező   | a növény minden része                                |
| Csillagfürtajok           | (Lupinus spp.)             | Mérgező           | hajtás, levél, termés                                |
| Csucsorfajok              | (Solanum spp.)             | Mérgező           | termés, föld alatti részek                           |
| Díszpipacs                | (Papaver orientale)        | Mérgező           | minden része                                         |
| Dohányfajok               | (Nicotiana spp.)           | Mérgező           | a növény minden része                                |
| Dudafürt                  | (Colutea arborescens)      | Mérgező           | levél, mag                                           |
| Ecetfa                    | (Rhus typhina)             | Gyengén mérgező   | levél, termés                                        |
| Életfa                    | (Thuja orientalis)         | Nagyon mérgező    | hajtás, toboz                                        |
| Erdei pajzsika            | (Dryopteris filix-mas)     | Mérgező           | minden része                                         |
| Ernyős madártej           | (Ornithogalum umbellatum)  | Gyengén mérgező   | a növény minden része                                |
| Fagyalfajok               | (Ligustrum spp.)           | Mérgező           | bogyó, levél, kéreg                                  |
| Farkasalma                | (Aristolochia clematitis)  | Nagyon mérgező    | a növény minden része                                |
| Fehér akác                | (Robinia pseudoacacia)     | Mérgező           | kéreg, mag                                           |
| Foltos bürök, bürök       | (Conium maculatum)         | Halálosan mérgező | a növény minden része                                |
| Foltos kontyvirág         | (Arum maculatum)           | Nagyon mérgező    | a növény minden része                                |
| Fürtös bodza              | (Sambucus racemosa)        | Gyengén mérgező   | bogyó                                                |
| Gyalogbodza               | (Sambucus ebulus)          | Gyengén mérgező   | a növény minden része                                |
| Fürtös gyöngyike          | (Muscari neglectum)        | Mérgező           | a növény minden része                                |
| Gyöngyvirág               | (Convallaria majalis)      | Halálosan mérgező | a növény minden része                                |
| Gyűszűvirágfajok          | (Digitalis spp.)           | Halálosan mérgező | a növény minden része                                |
| Közönséges harangláb      | (Aquilegia vulgaris)       | Gyengén mérgező   | mag, hajtás                                          |
| Havasszépefajok           | (Rhododendron spp.)        | Mérgező           | levél, virág                                         |
| Hegyi babér               | (Kalmia latifolia)         | Gyengén mérgező   | levél                                                |
| Héricsfajok               | (Adonis spp.)              | Nagyon mérgező    | a növény minden része                                |
| Hóbogyófajok              | (Symphoricarpus spp.)      | Gyengén mérgező   | bogyó                                                |
| Hóvirág                   | (Galanthus nivalis)        | Gyengén mérgező   | hagymái                                              |
| Hunyorfajok               | (Helleborus spp.)          | Nagyon mérgező    | a növény minden része                                |
| Fekete hunyor             | (Helleborus niger)         | Halálosan mérgező | minden része                                         |
| Indiai vadkender          | (Cannabis sativa)          | Gyengén mérgező   | levél, hajtás                                        |
| Iszalagfajok              | (Clematis spp.)            | Gyengén mérgező   | a növény minden része                                |
| Japán csillagánizs        | (Illicium anisatum)        | Nagyon mérgező    | a növény termése, hajtás, levél                      |
| Kalapácscserje            | (Cestrum elegans)          | Mérgező           | a növény minden része                                |
| Kapotnyak                 | (Asarum európeum)          | Gyengén mérgező   | hajtás, levél, gyöktörzs                             |
| Kecskerágó-fajok          | (Euonymus spp.)            | Erősen mérgező    | termés                                               |
| Csíkos kecskerágó         | (Euonymus europeus)        | Nagyon mérgező    | a növény minden része, különösen a termés            |
| Kék burgonyacserje        | (Solanum rantonnetii)      | Gyengén mérgező   | a növény minden része                                |
| Keleti szarkaláb          | (Consolida orientalis)     | Mérgező           | a növény minden része                                |
| Kerti ruta                | (Ruta graveolens)          | Mérgező           | zöld részek                                          |
| Kikericsfajok             | (Colchicum spp.)           | Halálosan mérgező | a növény minden része                                |
| Kökörcsinfajok            | (Pulsatilla spp.)          | Nagyon mérgező    | a növény minden része                                |
| Körömvirág                | (Calendula officinalis)    | Gyengén mérgező   | virág                                                |
| Kövérke                   | (Pachysandra terminalis)   | Gyengén mérgező   | a növény minden része                                |
| Közönséges cickafark      | (Achillea millefolium)     | Gyengén mérgező   | hajtás                                               |
| Kutyabenge                | (Frangula alnus)           | Gyengén mérgező   | kérge, hajtásrészei, bogyói                          |
| Kutyatejfajok             | (Euphorbia spp.)           | Mérgező           | tejnedv                                              |
| Labdarózsa                | (Viburnum opulus)          | Gyengén mérgező   | bogyó, levél, kéreg                                  |
| Leander                   | (Nerium oleander)          | Halálosan mérgező | a növény minden része                                |
| Lilaakác                  | (Wisteria sinensis)        | Mérgező           | termés, ág, gyökér                                   |
| Loncfajok                 | (Lonicera spp.)            | Mérgező           | bogyó                                                |
| Madárbirsfajok            | (Cotoneaster spp.)         | Gyengén mérgező   | bogyó                                                |
| Madársóska                | (Oxalis acetosella)        | Gyengén mérgező   | levél                                                |
| Magyalfajok               | (Ilex spp.)                | Nagyon mérgező    | bogyó                                                |
| Mahóniafajok              | (Mahonia spp.)             | Gyengén mérgező   | bogyó                                                |
| Mák                       | (Papaver somniferum)       | Lehet mérgező     | a növény minden része                                |
| Maszlagfajok              | (Datura spp.)              | Halálosan mérgező | a növény minden része                                |
| Medvetalpfajok            | (Heracleum spp.)           |                   |                                                      |
| Kaukázusi medvetalp       | (Heracleum mantegazzianum) | Nagyon mérgező    | a növény minden része                                |
| Közönséges medvetalp      | (Heracleum sphondylium)    | Gyengén mérgező   | a növény minden része                                |
| Szosznovszkij-medvetalp   | (Heracleum sosnowskyi)     | Nagyon mérgező    | a növény minden része                                |
| Mocsári gólyahír          | (Caltha palustris)         | Gyengén mérgező   | a növény minden része                                |
| Mocsári kockásliliom      | (Fritillaria meleagris)    | Mérgező           | a növény minden része                                |
| Mocsári nőszirom          | (Iris pseudacorus)         | Gyengén mérgező   | a növény minden része                                |
| Nadragulya                | (Atropa belladonna)        | Halálosan mérgező | a növény minden része                                |
| Nagy ezerjófű             | (Dictamnus albus)          | Gyengén mérgező   | hajtás, levél                                        |
| Nárciszfajok              | (Narcissus spp.)           | Gyengén mérgező   | hagyma                                               |
| Ördögcérna                | (Lycium halimifolium)      | Halálosan mérgező | a növény minden része                                |
| Pajzsika                  | (Dryopteris)               | Mérgező           | a növény minden része                                |
| Pipacs                    | (Papaver rhoeas)           | Gyengén mérgező   | a növény minden része                                |
| Puszpáng                  | (Buxus sempervirens)       | Nagyon mérgező    | a növény minden része                                |
| Pünkösdirózsa             | (Paeonia officinalis)      | Mérgező           | virág, mag, gyökér                                   |
| Rekettyefajok             | (Genista spp.)             | Mérgező           | a növény minden része                                |
| Repkény                   | (Glechoma hederacea)       | Gyengén mérgező   | a növény minden része                                |
| Ricinus                   | (Ricinus communis)         | Halálosan mérgező | a növény minden része                                |
| Salamonpecsétfajok        | (Polygonatum spp.)         | Mérgező           | a növény minden része                                |
| Orvosi salamonpecsét      | (Polygonatum odoratum)     | Gyengén mérgező   | bogyók, gyöktörzs                                    |
| Sárgaviola                | (Erysimum cheiri)          | Gyengén mérgező   | magja                                                |
| Sárgaánizs                | (Illicium parviflorum)     | mérgező           | a növény minden része                                |
| Selyemkóró                | (Asclepias syriaca)        | Gyengén mérgező   | a növény minden része                                |
| Seprűzanót                | (Sarothamnus scoparius)    | Mérgező           | minden része                                         |
| Sisakvirágfajok           | (Aconitum spp.)            | Halálosan mérgező | minden része                                         |
| Sövényszulákfajok         | (Calystegia spp.)          | Gyengén mérgező   | a növény minden része                                |
| Szappanfű                 | (Saponaria officinalis)    | Gyengén mérgező   | gyökér                                               |
| Szarkaláb                 | (Delphinium cultorum)      | Mérgező           | a növény minden része                                |
| Szellőrózsafajok          | (Anemone spp.)             | Mérgező           | a növény minden része                                |
| Szulákfajok               | (Convulvulus spp.)         | Gyengén mérgező   | a növény minden része                                |
| Tavaszi kankalin          | (Primula veris)            | Gyengén mérgező   | gyökér                                               |
| Tiszafa                   | (Taxus baccata)            | Nagyon mérgező    | a piros maghéjon kívül minden része                  |
| Tuja                      | (Thuja spp)                | Mérgező           | kékes zöldes bogyója/termése                         |
| Török paszuly, tűzbab     | (Phaseolus coccineus)      | Gyengén mérgező   | nyers hüvely és termés                               |
| Törpemandula              | (Prunus tenella)           | Gyengén mérgező   | hajtás, mag                                          |
| Közönséges tőzegrozmaring | (Andromeda polifolia)      | Nagyon mérgező    | levél, virág                                         |
| Tűztövisfajok             | (Pyracantha spp.)          | Mérgező           | bogyó                                                |
| Ürömfajok                 | (Artemisia spp.)           | Gyengén mérgező   | a növény minden része                                |
| Vadgesztenye              | (Aesculus hippocastanum)   | Gyengén mérgező   | termés                                               |
| Vadszőlő-fajok            | (Parthenocyssus spp.)      | Gyengén mérgező   | bogyó, levél                                         |
| Vérehulló fecskefű        | (Chelidonium majus)        | Gyengén mérgező   | a növény minden része                                |
| Veresgyűrű som            | (Cornus sanguinea)         | Mérgező           | különösen a bogyó                                    |
| Zanótfajok                | (Cytisus spp.)             | Mérgező           | minden része                                         |
| Zászpafajok               | (Veratrum spp.)            | Mérgező           | gyöktörzs                                            |

## Mérgező növények és hatóanyagaik
| Megnevezés             | Latin név                              | Hatóanyagok                                                 |
| ---------------------- | -------------------------------------- | ----------------------------------------------------------- |
| Aggófű                 | Senecio sp.                            | retronecin, szenecionin                                     |
| Álkörmös               | Phytolacca americana                   | fitozakatoxin, fitolakkasav                                 |
| Aloé                   | Aloe vera                              | aloin, aloesin-A,B.                                         |
| Anyarozs               | Secale cornutum                        | ergometrin, ergotamin                                       |
| Aranyeső               | Laburnum anagyroides                   | citizin, spartein, lupalin, lektinek                        |
| Árnyékvirág            | Maianthenum bifolium                   | szteroid szaponinok, szívglikozidok                         |
| Balkáni babérmeggy     | Prunus laurocerasus                    | amigdalin (cianoglikozid), emulzin                          |
| Bolondító beléndek     | Hyoscyamus niger                       | hioszciamin, szkopolamin                                    |
| Borbolya               | Berberis sp.                           | berberin                                                    |
| Boróka                 | Juniperus communis                     | szabinén, tujon                                             |
| Borsófa                | Caragana arborescens                   | toxikus aminosavak                                          |
| Buzogányvirág          | Dieffenbachia picta                    | toxalbumin, Ca-oxalát                                       |
| Bársonyvirág           | Tagetes sp.                            | tiofén                                                      |
| Ciklámen               | Cyclamen purpurascens                  | triterpenszaponinok (szaponin-glikozid)                     |
| Csillagfürt            | Lupinus-fajok                          | lupinin, citizin, lupalin, spartein                         |
| Díszkankalin           | Primula obconia                        | primulagenin-A.B.,primin                                    |
| Dohány                 | Nicotiana tabacum                      | nikotin                                                     |
| Ebszőlő csucsor        | Solanum dulcamara                      | szolanin, szolamargin                                       |
| Fagyal                 | Ligustrum vulgare                      | glikozid                                                    |
| Sárga fagyöngy         | Loranthus europaeus                    | viszkotoxinok                                               |
| Farkasboroszlán        | Daphne mezereum                        | daphnin, hokkonin, mezerin                                  |
| Farkas-kutyatej        | Euphorbia cyparissias                  | euforbon                                                    |
| Fehér akác             | Robinia pseudoacacia                   | robin, phasin, akaciin                                      |
| Fehér és sárga nárcisz | Narcissus pseudonarcissus, N. poëticus | likorin, galantamin                                         |
| Fehér fagyöngy         | Viscum album                           | viskotoxinok, kolin                                         |
| Fehér földitök         | Bryonia alba                           | brionon, kukurbitacin                                       |
| Fehér zászpa           | Veratrum album                         | protoverin, jervin, rubijervin                              |
| Fekete csucsor         | Solanum nigrum                         | szolanonin, szolanokapszin, protoveratrin-A,B.              |
| Foltos bürök           | Conium maculatum                       | koniin                                                      |
| Foltos kontyvirág      | Arum maculatum                         | cianogénglikozid                                            |
| Gyalogbodza            | Sambucus ebulus                        | szambunigrin                                                |
| Gyapjas gyűszűvirág    | Digitalis lanata                       | lanatozid C.                                                |
| Gyilkos csomorika      | Cicuta virosa                          | Cikutoxin                                                   |
| Hóbogyó                | Symphoricarpos rivularis               | iridoidok                                                   |
| Kapotnyak              | Asarum europaeum                       | azaron                                                      |
| Kecskerágó             | Euonymus europaea                      | evonozid (glikozid), evonin (alkaloid)                      |
| Kerti lobélia          | Lobelia erinus                         | lobelin                                                     |
| Kerti mák              | Papaver somniferum                     | morfin, kodein, papaverin, tebain, marceiu-nikotin          |
| Kerti ruta             | Ruta graveolens                        | rutin, bergapten                                            |
| Klivia                 | Clivia minuta                          | likorin, galantamin                                         |
| Konkoly                | Agrostemma githago                     | ghitagosid (5-7%), agrosztemma sav                          |
| Közönséges farkasalma  | Aristolochia clematitis                | farkasalmasav                                               |
| Kroton                 | Codiaeum variegatum                    | forbol-észterek (diterpén)                                  |
| Kutyabenge             | Frangula alnus                         | glikozid                                                    |
| Leander                | Nerium oleander                        | oleandrin, neriin                                           |
| Lilaakác               | Wisteria sinensis                      | citizin, spartein, lupanin                                  |
| Loncok                 | Lonicera sp.                           | iridoidok                                                   |
| Madárbirs              | Cotoneaster horisontalis               | ciánglikozid                                                |
| Májusi gyöngyvirág     | Convallaria majalis                    | konvallamarin                                               |
| Mandula                | Amygdalus communis                     | amigdalin (cianogén glikozid)                               |
| Maszlag fajok          | Datura sp.                             | hioszciamin, szkopolamin, belladonin                        |
| Medvetalp              | Heracleum sphondylium                  | bergaptén                                                   |
| Méreggyilok            | Vincetoxicum hirudinaria               | vincetoxin (glikozid)                                       |
| Mérges ádáz            | Aethusa cynapium                       | cinapin, aethuzin, aethusanol                               |
| Mérges saláta          | Lactuca virosa                         | laktukarpin, laktucin                                       |
| Mételykóró             | Oenanthe aquatica                      | oenanthhotoxin                                              |
| Mikulásvirág           | Euphorbia pulcherrima                  | euforbon                                                    |
| Mocsári zsurló         | Equisetum palustre                     | koniin, palusztrin                                          |
| Nadragulya             | Atropa belladonna                      | hioszciamin (85-95%, (atropin), szkopolamin, belladonin     |
| Nagy csalán            | Urtica dioica                          | hisztamin, acetilkolin                                      |
| Nagy ezerjófű          | Dictamnus albus                        | kumarinok, furokumarinok, piranokumarinok                   |
| Nehézszagú boróka      | Juniperus sabina                       | szabinén, tujon                                             |
| Nyugati tuja           | Thuja occidentalis                     | izotujon, tujon                                             |
| Odvas keltike          | Corydalis cava                         | koridalin, bulbokapnin, (alkaloid)                          |
| Orbáncfű               | Hypericum perforatum                   | hipericin                                                   |
| Orvosi angyalgyökér    | Angelica archangelica                  | Cikutoxin, sporalen, imperatorin, bergapten (furokumarinok) |
| Őszi kikerics          | Colchicum autumnale                    | kolchicin, demekolcin                                       |
| Paszternák             | Pastinaca sativa                       | bergapten                                                   |
| Páternoszter borsó     | Ambrus precatorius                     | citizin, spartein, lupanin, abrin (lektin)                  |
| Pirítógyökér           | Tamus cxommunis                        | Ca-oxalát                                                   |
| Piros gyűszűvirág      | Digitalis purpurea                     | digoxin                                                     |
| Pirosló hunyor         | Helleborus purpurascens                | helleborin. helleborein (digitálisszal rokon)               |
| Pukkadó dudafürt       | Colutea arborescens                    | lektin                                                      |
| Ricinus                | Ricinus communis                       | ricin, ricinin                                              |
| Sártök                 | Colocynthis vulgaris                   | kolocintin, kolocintidin, citrullol, kvercetin              |
| Sisakvirág             | Aconitum sp.                           | akonitin, protoanemonim                                     |
| Szarkaláb              | Delphinium consolida                   | alkaloid                                                    |
| Szobai fikusz          | Ficus elastica                         | ficin (papainszerű proteináz)                               |
| Szömörce               | Rhus sp.                               | urushiol (katechin származék)                               |
| Tavaszi hérics         | Adonis vernalis                        | cimarin, adonitoxin                                         |
| Tiszafa                | Taxus baccata                          | taxin, taxakatin                                            |
| Tűztövis               | Pyracantha coccinea                    | amigdalin, emulzin                                          |
| Vadgesztenye           | Aesculus hippocastanum                 | eszcin (szaponin), eszkulin (kumarin származék)             |

## Mérgező növények hatóanyagai által okozott tünetek, elváltozások

### Alkaloidok
Citizin: hatása a nikotinéhoz hasonló. Súlyos hányás, amely órákig tarthat, alacsony vérnyomás, fokozott szívműködés, izombénulás, szívroham, légzésbénulás.
Spartein: drog, természetes termék, izom-kontrakciókat, nehézlégzést, remegést és görcsöket okozhat.
Lupanin: drog. Hatása hasonló a sparteinéhez: izom-feszülést, remegést, görcsöket és nehézlégzést okoz.
Kelidonin: pupillatágulást, a szem-, a fül- és az orrnyálkahártya érzékenységét okozza, valamint alvászavart, görcsös rángásokat és érzészavarokat.
Koniin: hatása a nikotinéhoz hasonló, amely nagymértékben függ a szervezetbe jutó mennyiségtől. A nikotin-szerű hatás kétfázisos: központi idegrendszer ingerlés, majd depresszió és a légzőizmok paralízise következhet be. Az első tünetek a hányinger, konfúzió, légzés csökkenés, izombénulás. A halál gyors, amely a légzésbénulás következtében állhat be.
Szolasonin: paraszimpatikomimetikus anyag. Befolyásolja a spermatogenezist, degeneratív elváltozásokat, valamint interstitiális nephritis okozója lehet. Májsejt elhalást és leukocytosist is okozhat.
Szolanikapszin: drog. Természetes anyag. Paraszimpatikomimetikus hatása van.
Protoveratrin A.: hányinger, hányás, nehézlégzés, cianózis, izomgyengeség, izomgörcsök szerepelnek az általa okozott tünetek között.
Protoveratrin B.: drog. Természetes anyag. Szívvezetési zavart, ritmuszavart, hányinger, hányást, cianózist, valamint zavartságot okozhat.
Atropin: hatására delírium, hallucináció, szapora szívverést, a végtagokbanértágulat, alacsony vérnyomás, kóma, kipirosodott bőr, pupillatágulat, a központi idegrendszer károsodása, vizelet retenció jelentkezik. Hatása anticholinerg hatás.
Szkopolamin: ugyanaz a hatása, mint az atropiné.
Protoanemonim: külsőleg irritáló, hólyaghúzó hatása van. A szájban, garatban felmaródásokat, hastáji fájdalmakat, hasmenést, vérhányást, valamint súlyos gyomor-bélgyulladást okoz.
Akonitin: külsőleg, izgató, égető, viszkető, bizsergő érzést okoz a bőrön. Később az idegvégződéseket bénítja. Hatása hasonló a veratrinéhoz. A szájban, torokban, a nyelven égető érzést okoz. 2-6 óra eltelte után hányinger, nyálfolyás, erős hányás, általános bénulás, súlyos fájdalmak következnek be. A halál a 8. óra után áll be, fájdalmas (kólikás) hasmenés, nyakizom paralízis, szívritmuszavar a görcsös rángások következtében.
Szeneciomin: álmosság, izomgörcsök, szapora légzés, akut tüdőödéma, hepatitis, (májsejt elhalás), fetotoxicitás okozója lehet.

### Aminosavak
L-Kanavarin: alvászavart, szpasztikus izomkontrakciókat okoz.

### Glikozidok
Szincerotoxin: főleg az epét, vesét és a kiválasztó szerveket károsítja.
Amigladin: cianogén-glikozid, így a cianid mérgezés veszélyeit rejti magában. Kis adagban hányást, szédülést, fejfájást okoz. Majd rángatózás, vérsavasság, izomgörcsök, kóma és halál következik be. Általános hatását mint sejtméreg fejti ki.
Lanatozid (Izolanid): a mérgezés lehet akut, krónikus mérgezés. Akut mérgezésben hányinger, hányás az elsődleges tünetek. Krónikus mérgezésben néha látászavarok, fáradtság, diszarritmia (digitálisz), szívizom-károsodás, infarktus léphet fel.

### Szaponinok
Githagosid: helyileg irritáló hatású, felszívódva károsítja a vörösvértesteket. A központi idegrendszerre bénító hatást fejt ki. Könnyen felszívódik a gyomor-bélnyálkahártyán keresztül.
Ciklamin: drog. Természetes anyag, helyi bőrizgató, gyomor-bélgyulladást okozhat.

### Toxalbuminok
Ricin: súlyos emésztőrendszeri elváltozásokat okoz, ami főleg a nyelőcső és gyomor károsodásában nyilvánul meg. Hatása hasonló a lúgmérgezéshez. Késői hatásként máj, központi idegrendszer, vese, valamint a mellékvese károsodása figyelhető meg.
Konkavalin-A. magzat károsodást, bőr, szem, fülizgatást, központi idegrendszeri zavart, izomelváltozásokat okozhat. Rákellenes hatással rendelkezik.

### Terpenoidok
Laktucin, lakturopikrin: keserű ízű, toxikus anyagok.
Mezerin: bőrirritáló, erős szívméreg. Karcinogén (RTECS-Criteria), mutagén anyag (a farkasboroszlán mérgező anyaga. A növény védett).
Kukurbitacin: drasztikus hashajtó. Helyi izgató, bőrvörösítő, hánytató, hashajtó, központi idegrendszeri bénító. Sejtméreg.

### Furokumarinok
Pszoralén: (Ficusin): fotokemoterápiás alkalmazásra használják (pikkelysömör ellen), vizelet kiválasztást fokozó, DNS-szintézist károsító hatásuk miatt a rizikófaktoros anyagok közé sorolják.
Bergapten: rákkeltő hatása ismeretes. (IARC besorolás)

## Poliacetilének
Cikutoxin (a gyilkos csomorika hatóanyaga): görcskeltő méreg, izgatja a nyúlt-velőt és a gerincvelőt. Helyileg bőr és nyálkahártya irritáló.
Kenatoxin: tiofén származék, erős méreg. Szájon át bevéve máj, vese és szívkárosodást okoz.

## Oxálsav
az oxálsav fogyasztás a Ca-mal Ca-oxalátot képez. A Ca-oxaluria által okozott veseelváltozások véráramlás csökkenést (oliguriát), vizeletrekedést (anuriát), vérvizelést (hematuriát) okozhat a mérgezések után 2 nappal.